# Префектура
 Вижте също: Префектура (КНР).
Префектура (от латински: praefectura) е административно-териториална единица, управлявана от префект.
Може да бъде подразделение на регионално или местно управление в разни държави или подразделение в определени международни църковни структури.
В античността това е име на вид древноримска област. През XIX век терминът се използва за съвременните подразделения от първо ниво на Централноафриканската република, Япония и Мароко.
Префектурата е административно-териториална единица и в Гърция, Китай, Бразилия.